# Mikhail Petrovich Devyatayev
Mikhail Petrovich Devyatayev (tiếng Nga: Михаил Петрович Девятаев) (sinh ngày 8 tháng 7 năm 1917, mất ngày 24 tháng 11 năm 2002) là một phi công chiến đấu Liên Xô, Anh hùng Liên bang Xô viết, nổi tiếng với cuộc trốn thoát kỳ diệu khỏi trại tập trung của Đức Quốc xã trên đảo Usedom ngoài khơi Biển Baltic. Mất tại Kazan, Tatarstan, Nga.

## Tiểu sử
Mikhail Devyatayev sinh ngày 8 tháng 7 năm 1917 tại Torbeyevo, Mordovia, Liên Xô. Ông là đứa con thứ mười ba trong một gia đình nông dân người Mordovia. Năm 1938, Devyatayev tốt nghiệp và trở thành thuyền trưởng một con tàu nhỏ trên sông Volga. Cùng năm, ông nhập ngũ và học tại Trường Không quân Chkalov, Devyatayev tốt nghiệp năm 1940.
Devyataev tham chiến ngay từ những ngày đầu Chiến tranh vệ quốc vĩ đại, ông trở thành phi công chiến đấu và tiêu diệt chiếc máy bay đối phương đầu tiên, một chiếc Ju-87 vào ngày 24 tháng 6 năm 1941, chỉ 2 ngày sau khi quân Đức tấn công Liên Xô. Ngày 23 tháng 9 Devyantaev bị thương nặng khi bị bắn trúng chân trái. Sau một thời gian dài dưỡng thương tại bệnh viện, ông được giao thực hiện những phi vụ "tốc độ thấp" (lái những chiếc máy bay Polikarpov Po-2 ném bom vào ban đêm) và sau đó là những phi vụ tiếp tế. Devyantaev chỉ được trở lại với vị trí phi công chiến đấu sau cuộc gặp mặt với tướng Aleksandr Pokryshkin tháng 5 năm 1944. Với vị trí chỉ huy phi đội thuộc trung đoàn phi công cận vệ số 104 (thuộc Phương diện quân Ukraina 1), thượng úy Devjatayev đã tiêu diệt 9 máy bay của đối phương.

## Bị bắt và trốn thoát
Ngày 13 tháng 7 năm 1944, Devyataev bị bắn rơi gần Lvov khi này vẫn do người Đức kiểm soát, ông bị bắt làm tù binh và bị chuyển đến một trại tập trung ở Łódź trên đất Ba Lan. Ông đã thử trốn thoát lần đầu ngày 13 tháng 8 nhưng bị bắt lại và chuyển đến Trại tập trung Sachsenhausen. Do là một phi công bị bắt làm tù binh, ông bị chuyển đi một lần nữa đến trại tập trung tại Peenemünde trên đảo Usedom trên Biển Baltic để làm việc cho chương trình tên lửa của Đức Quốc xã.
Ngày 8 tháng 2 năm 1945, một nhóm 10 người tù binh Liên Xô đã cướp được một chiếc máy bay ném bom Heinkel He 111 của quân Đức và trốn thoát khỏi đảo, người cầm lái chiếc máy bay này là Devyataev. Quân đội Đức đã cố gắng hạ chiếc máy bay này nhưng không thành công, trái lại nó lại bị lực lượng phòng không Liên Xô làm hư hỏng nặng khi quay về khu vực do Hồng quân kiểm soát. Những người tù binh trốn thoát đã cung cấp những thông tin quan trọng về chương trình tên lửa của Đức Quốc xã, đặc biệt là về các mẫu bom bay V-1 và V-2.
Cơ quan An ninh Liên Xô (NKVD) không tin vào câu chuyện của Devyataev, họ cho rằng việc cướp một chiếc máy bay để trốn thoát mà không cộng tác với quân Đức là điều không thể thực hiện. Vì vậy, Devyataev bị nghi đã trở thành một gián điệp của Đức Quốc xã và bị chuyển đến Tòa án Quân sự Hồng quân, ông được tuyên bố vô tội tháng 11 năm 1945 và trở về làm công nhân tại Kazan.

## Vinh danh
Trường hợp của Devyataev chỉ được làm sáng tỏ vào năm 1957, sau khi người đứng đầu chương trình vũ trụ của Liên Xô, viện sĩ Sergey Korolyov cung cấp bằng chứng cho thấy những thông tin của Devyataev và những người trốn thoát khác là cực kì quan trọng với chương trình vũ trụ của Liên Xô. Ngày 15 tháng 8 cùng năm, Devyataev được phong danh hiệu Anh hùng Liên bang Xô viết và trở thành chủ đề của rất nhiều quyển sách và bài báo. Ông vẫn tiếp tục sống ở Kazan và trở thành thuyền trưởng tàu cánh ngầm chở khách đầu tiên trên sông Volga.
Bên cạnh nhiều huy chương và danh hiệu cao quý, Devyataev còn được nhận danh hiệu Công dân danh dự của Mordovia, của các thành phố thuộc tỉnh Kazan, và hai thành phố Wolgast và Zinnowitz (Đức).
Devyataev mất năm 2002, ông được chôn tại nghĩa địa Arsk Field ở Kazan gần với Đài tưởng niệm Chiến tranh thế giới thứ hai.
Một bảo tàng về Devyataev đã được mở tại quê hương ông, Torbeyevo, ngày 8 tháng 5 năm 1975.